# Wackersdorf
Wackersdorf é um município da Alemanha, situado no distrito de Schwandorf, no estado da Baviera. Tem 33,56 km² de área, e sua população em 2019 foi estimada em 5.245 habitantes.